# Vanlig fästing
Vanlig fästing (Ixodes ricinus) är en art inom familjen hårda fästingar som förekommer i stora delar av Europa. Det är en parasit som lever på blod ifrån sin värd, vilken kan drabbas av flera sjukdomar som fästingen bär på. Honor är ofta större än hanar.

## Livscykel
Ixodes ricinus har en livscykel som tar 2–3 år att slutföra (i extrema fall 1 till 6 år) och som involverar tre olika värdar. Vuxna individer suger blod ifrån stora däggdjur som till exempel får, nötkreatur, hundar, hjortar, människor och hästar i 6–13 dagar innan de faller av. En hona som har sugit blod kan lägga flera tusen ägg och dör strax efteråt. Larverna som kläcks ur äggen söker inte aktivt efter en ny värd och parasiterar ofta på organismer inom familjerna Igelkottar (Erinaceidae) och Soricomorpha, men återfinns även på exempelvis gnagare, kaniner, fåglar, kräldjur och fladdermöss. Det dröjer 3–5 dagar innan de lämnar sin värd och ömsar då sitt yttersta lager. Den resulterande nymfen klättrar sedan upp på exempelvis ett grässtrå eller en gren och söker sin nästa värd. Dock måste fästingen återvända till det fuktiga mikroklimatet om den blir dehydrerad. Nymferna livnär sig på små till medelstora djur.

### Smittöverföring
Fästingar kan bära på ett antal sjukdomar som de genom sina bett kan överföra till däggdjur.
Hundar kan bli smittade med borrelia, en sjukdom som orsakas av spiroketbakterierna Borrelia burgdorferi, B. afzeli och B. garnii. 
Nötkreatur kan smittas av babesia (från protozoerna Babesia divergens, B. bovis and B. ovis), borrelia (ifrån Borrelia burgdorferi), stafylokocker (Staphylococcus aureus), anaplasmos (Anaplasma phagocytophilum), Q-feber (Coxiella burnetii), Boutonneuse-feber (Rickettsia conorii) samt av bakterien Anaplasma marginale. 
Hästar kan bli smittade av borrelia, Anaplasma phagocytophila och av virusinfektionen "louping ill". 
Människan kan smittas av borrelia, louping ill, Q-feber och TBE.